# José Luis Carrasco
José Luis Carrasco Gamiz (* 27. April 1982 in Jaén) ist ein ehemaliger spanischer Radrennfahrer.

## Karriere
2004 gewann Carrasco eine Etappe der Volta a Lleida. Ein Jahr darauf bekam er einen Vertrag bei dem spanischen ProTeam Illes Balears-Caisse d’Epargne. In seinem ersten Jahr konnte er die Bergwertung bei Tirreno–Adriatico gewinnen. 2007 und 2008 ging er für das Professional Continental Team Andalucía-Cajasur an den Start, für die er bei der Katalonien-Rundfahrt 2008 eine Etappe gewann.

## Erfolge
2004
- eine Etappe Volta a Lleida

2005
- Bergwertung Tirreno–Adriatico

2008
- eine Etappe Katalonien-Rundfahrt

## Teams
- 2005 Illes Balears-Caisse d’Epargne
- 2006 Caisse d’Epargne-Illes Balears
- 2007–2008 Andalucía-Cajasur